# BFM Lyon
Pour les articles homonymes, voir BFM.
BFM Lyon, est une chaîne de télévision française d'information locale en continu, traitant de l'actualité de la métropole lyonnaise. Elle est la 2e déclinaison locale de BFM TV du groupe RMC BFM, faisant partie du réseau BFM Locales.
Elle succède à Télé Lyon Métropole, une généraliste locale privée lancée en 1988, acquise le 15 février 2019. Elle est lancée le 3 septembre 2019 à 20 h sur la TNT lyonnaise (sauf outre-mer), le câble, la télévision par internet (OTT), la télévision mobile personnelle (sur smartphones et tablettes) et en lecture en continu sur Internet.

## Histoire de la chaîne

### Rachat d’Altice et lancement de la chaîne
Le 10 octobre 2018, Altice France a signé un accord en vue de l’acquisition et de la modélisation éditoriale de Télé Lyon Métropole à l'image de BFM Paris. Le CSA ayant donné son accord pour la reprise de la SALT. Le 15 février 2019, le groupe Altice Média rachète la chaine Télé Lyon Métropole, pour créer la chaîne d'information locale.
Le lancement de BFM Lyon Métropole a lieu le 3 septembre à 19 h avec Elodie Poyade pour une édition spéciale du lancement des chaînes en présence des invités locaux et Alain Weill, et étoffe sa grille avec les rubriques sur le sport (lundi), la planète locale (lundi), le business (mardi), l'emploi (mercredi), la politique (jeudi) et les top sorties du week-end (vendredi).

## Identité visuelle

### Habillages et logos
Depuis le mercredi 22 janvier 2020 à 6 h 30, BFM Paris et BFM Lyon ont droit à un nouvel habillage. Il est calqué sur celui réalisé à la rentrée 2019 par l'agence Gédéon pour BFM TV.

Logo de BFM Lyon du 3 septembre 2019 au 3 septembre 2022.
Logo de BFM Lyon Métropole du 3 septembre 2019 au 3 septembre 2022.
Logo de BFM Lyon du 3 septembre 2022 au 25 mars 2024.
Logo de BFM Lyon du 25 mars 2024 au 10 juillet 2024.
Logo de BFM Lyon depuis le 10 juillet 2024.

### Slogan
- depuis 3 septembre 2019 : « La chaine info 100% Lyon »

## Organisation

### Dirigeants et effectifs
Président-directeur général de RMC BFM
- de novembre 2000 à juin 2021 : Alain Weill
- de juillet 2021 au 2 juillet 2024 : Arthur Dreyfuss
- depuis juillet 2024 : Nicolas de Tavernost

Directeur Général délégué, chargé de l’information et du sport du pôle audiovisuel
- depuis juillet 2019 : Hervé Beroud

Directeur Général
- de décembre 2020 à juillet 2023 : Philippe Benayoun
- de juillet 2023 à janvier 2025 : Philippe Antoine
- depuis janvier 2025 : Arnaud de Courcelles

Direction des BFM locales
- de juin 2019 à juin 2023 : Philippe Antoine
- depuis juin 2023 : Camille Langlade
- depuis octobre 2025 : Marine Mâchefer

Directeur Général

### Siège
Le siège de BFM Lyon se situe au 91 Cours Charlemagne dans le 2e arrondissement à Lyon.

## Grille des programmes
BFM Lyon diffuse des programmes d'informations locales en continue. En décembre 2022, la grille des programmes se composait tel que :

### Émissions principales
Bonjour Lyon (6 h 30 - 9 h 30) - Lundi au vendredi
L’émission matinale est présentée par Aline Picard, elle est produite en direct de 6 h 30 à 9 h 30. L'émission accompagne les téléspectateurs pour démarrer leur journée avec des informations en temps réel sur la vie locale au travers de duplex, reportages, chroniques et des interviews d’actualité, les prévisions de la météo et les conditions de circulation et transports.
Le 12-17 (12 h - 17 h) - Lundi au vendredi
L'émission de la journée est présenté par Victoria Solano, elle est produite en direct de 12 h à 17 h. L’émission reprend les informations développés durant la matinale et mise à jour.
Bonsoir Lyon (17 h - 19 h) - Lundi au vendredi
L'émission du soir est présentée par Elodie Poyade, elle est produite en direct de 17 h à 19 h. L'émission accompagne les téléspectateurs les dernières informations de la journée en temps réels sur la vie locale au travers de duplex, reportages, chroniques et des interviews d’actualité, les prévisions de la météo et les conditions de circulation et transports.
Lyon Week-End (8 h - 13 h) - Samedi et dimanche
L’émission est présenté par Jordan Muzyczka, elle est produite en direct de 8 h à 13 h. L’émission accompagne les téléspectateurs à retrouver l’essentiel de l’actualité du week-end, ainsi que vos rendez-vous culturels. Au programme : des idées sorties, des interviews d’artistes et des reportages loisirs.

## Journalistes

### Journalistes actuels
- Aline Picard
- Élodie Poyade
- Victoria Solano
- Hugo Francés
- Jordan Muzyczka

### Chroniqueurs
Météo
- Kévin Floury
- Marc Hay
- Virgilia Hess
- Christophe Person
- Loïc Rivières

## Diffusion
BFM Lyon propose sa diffusion via le Câble, l'ADSL ou la Fibre, via l'Internet de Molotov TV et également ses programmes via son site internet et son application mobile.
Jusqu'au 27 juin 2024, BFM Lyon est également disponible sur le canal 30 de la TNT. Dans le cadre du rachat du groupe Altice Media par CMA-CGM, son autorisation a dû être abrogée, elle n'est donc plus diffusée sur la TNT depuis le 28 juin 2024. Néanmoins, à la suite de ces abrogations, BFM Régions a annoncé que BFM Lyon serait candidate à l'appel à candidatures publié par l'Arcom afin de remettre en jeu la fréquence libérée sur la TNT.